# SV Union Zella-Mehlis
Der SV Union Zella-Mehlis war ein Sportverein aus der thüringischen Stadt Zella-Mehlis. Er entstand 1929 aus der Fusion des FC 1905 Zella-Mehlis mit dem SC 1912 Zella-Mehlis.

## Geschichte

### FC 1905 Zella-Mehlis
Der FC 1905 Zella-Mehlis wurde 1905 als FC 1905 Zella gegründet. Mit Gründung des Gaus Westthüringen innerhalb des Verbandes Mitteldeutscher Ballspiel-Vereine spielte der Verein ab 1911 in der erstklassigen Gauliga Westthüringen. 1914 wurden 45 Mitglieder gemeldet. In der Spielzeit 1926/27 konnte der Verein die Gauliga mit vier Punkten Vorsprung vor Lokalrivalen SC 1912 Zella-Mehlis gewinnen und qualifizierte sich somit für die mitteldeutsche Fußballmeisterschaft. In dieser schied der FC Zella-Mehlis bereits in der ersten Runde nach einer 0:4-Niederlage gegen die Sportfreunde Halle aus. Der Verein konnte sich bis zur Fusion weiter in der erstklassigen Gauliga Westthüringen halten.

### SC 1912 Zella-Mehlis
Der SC 1912 Zella-Mehlis wurde 1912 als TV Zella gegründet. Dem Verein gelang zur Spielzeit 1916/17 der Aufstieg in die erstklassige Gauliga Westthüringen, die sogleich auf gewonnen werden konnte. An der mitteldeutschen Fußballendrunde in diesem Jahr nahm aus unbekannten Gründen jedoch kein Vertreter Westthüringens teil. Zur Saison 1920/21 spielte der Verein nun als SC 1912 Zella firmieren in der Kreisliga Thüringen erstklassig. Nach Auflösung der Kreisligen 1923 spielte der Verein fortan in der Gauliga Westthüringen. 1923/24 konnte sich der Verein mit einem Punkt Vorsprung vor dem SV Schmalkalden 04 zum ersten Mal die Gaumeisterschaft sichern. In der anschließenden mitteldeutschen Fußballendrunde scheiterte der SC 1912 Zella-Mehlis bereits in der ersten Runde mit 0:1 am SC 06 Oberlind. In der folgenden Spielzeit konnte der Gaumeistertitel erfolgreich verteidigt werden, dennoch nahm aus unbekannten Gründen der Zweitplatzierte VfL Meiningen 04 an der diesjährigen mitteldeutschen Fußballendrunde teil. Die weiteren Spielzeiten spielte der Verein weiter in der obersten Spielklasse Westthüringens.

### Fusion
1929 fusionierten der FC 1905 Zella-Mehlis und der SC 1912 Zella-Mehlis zum SV Union Zella-Mehlis. Bereits in der ersten Spielzeit als Fusionsverein (1929/30) konnte erneut die Gaumeisterschaft Westthüringens gewonnen werden. Aber auch in diesem Jahr schied der Verein in der mitteldeutschen Fußballendrunde erneut bereits in der ersten Runde aus. Das am 9. März 1930 ausgetragene Spiel gegen den SV 08 Steinach ging mit 1:4 verloren. In den weiteren Jahren fiel der Verein wieder hinter dem Lokalrivalen und ebenfalls Fusionsverein SpVgg Zella-Mehlis 06 zurück, verblieb aber bis 1933 erstklassig. 
Im Zuge der Gleichschaltung wurde der VMBV und demzufolge auch die Gauliga Westthüringen, wenige Monate nach der Machtübernahme der Nationalsozialisten im Jahre 1933 aufgelöst. Kein Verein aus diesem Gau erhielt einen Startplatz für die ab 1933 neu eingeführte erstklassige Gauliga Mitte, der SV Union Zella-Mehlis wurde in die drittklassige Kreisklasse Westthüringen des Fußballgaus einsortiert. Die Kreisklasse wurde 1935/36 gewonnen, die Aufstiegsrunde zur Bezirklsklasse Thüringen wurde jedoch nicht erfolgreich bestritten, so dass der Verein in der dritten Liga verblieb, die ab 1936/37 den Namen Kreisklasse Henneberg trug. 1941/42 konnte die Liga nochmals gewonnen werden, der Verein stieg zur Saison 1942/43 in die nun 1. Klasse Thüringen genannte zweite Liga auf. 1945 wurde der SV Union Zella-Mehlis aufgelöst. Eine Neugründung erfolgte nicht.

## Erfolge
- Gaumeister Westthüringen: 1916/17 (TV Zella), 1923/24 (SC 1912 Zella-Mehlis), 1924/25 (SC 1912 Zella-Mehlis), 1926/27 (FC 1905 Zella-Mehlis), 1929/30 (SV Union Zella-Mehlis)
- Teilnahmen an der mitteldeutsche Fußballmeisterschaft: 1923/24 (SC 1912 Zella-Mehlis), 1926/27 (FC 1905 Zella-Mehlis), 1929/30 (SV Union Zella-Mehlis)